# Lista de vice-chefes de estado da Iugoslávia
Este artigo lista os vice-chefes de estado da Iugoslávia.

## Lista
- Partido Comunista / Liga dos Comunistas

- União Democrática Croata

- Partido Democrático dos Socialistas de Montenegro

| N°                                                     | Retrato | Nome (Nascimento–Morte)         | Mandato             | Mandato               | Mandato        | Partido | Representação        | Ref.   |
| N°                                                     | Retrato | Nome (Nascimento–Morte)         | Posse               | Fim do Mandato        | Tempo no cargo | Partido | Representação        | Ref.   |
| ------------------------------------------------------ | ------- | ------------------------------- | ------------------- | --------------------- | -------------- | ------- | -------------------- | ------ |
| Vice-Presidentes da Presidência da Assembleia Nacional |         |                                 |                     |                       |                |         |                      |        |
| N/A                                                    |         | Moša Pijade (1890–1957)         | 1946                | 1953                  | 6–7 anos       | KPJ SKJ | Sérvia               | –      |
| N/A                                                    |         | Josip Rus (1893–1985)           | 1946                | 1953                  | 6–7 anos       | KPJ SKJ | Eslovênia            | –      |
| N/A                                                    |         | Dimitar Vlahov (1878–1953)      | 1946                | 1953                  | 6–7 anos       | KPJ SKJ | Macedônia            | –      |
| N/A                                                    |         | Filip Lakuš (1888–1958)         | 1946                | 1953                  | 6–7 anos       | KPJ SKJ | Croácia              | –      |
| N/A                                                    |         | Đuro Pucar (1899–1979)          | 1946                | 1953                  | 6–7 anos       | KPJ SKJ | Bósnia e Herzegovina | –      |
| N/A                                                    |         | Marko Vujačić (1889–1974)       | 1946                | 1953                  | 6–7 anos       | KPJ SKJ | Montenegro           | –      |
| Vice-Presidentes                                       |         |                                 |                     |                       |                |         |                      |        |
| 1                                                      |         | Aleksandar Ranković (1909–1983) | 1963                | 1 de julho de 1966    | 2–3 anos       | SKJ     | Sérvia               | [ 1 ]  |
| 2                                                      |         | Koča Popović (1908–1992)        | 14 de julho de 1966 | 1967                  | 1 ano          | SKJ     | Sérvia               | [ 2 ]  |
| Vice-Presidentes da Presidência                        |         |                                 |                     |                       |                |         |                      |        |
| 1                                                      |         | Krste Crvenkovski (1921–2001)   | 1971                | 1972                  | 1 ano          | SKJ     | Macedônia            | [ 3 ]  |
| 2                                                      |         | Ratomir Dugonjić (1916–1987)    | 1972                | 1973                  | 1 ano          | SKJ     | Bósnia e Herzegovina | –      |
| 3                                                      |         | Mitja Ribičič (1919–2013)       | 1973                | 1974                  | 1 ano          | SKJ     | Eslovênia            | [ 3 ]  |
| 4                                                      |         | Petar Stambolić (1912–2007)     | Julho de 1974       | Julho de 1975         | 1 ano          | SKJ     | Sérvia               | [ 4 ]  |
| 5                                                      |         | Vladimir Bakarić (1912–1983)    | 1975                | 1976                  | 1 ano          | SKJ     | Croácia              | –      |
| 6                                                      |         | Vidoje Žarković (1927–2000)     | 1976                | 1977                  | 1 ano          | SKJ     | Montenegro           | –      |
| 7                                                      |         | Stevan Doronjski (1919–1981)    | 1977                | 15 de maio de 1978    | 1 ano          | SKJ     | PSA Voivodina        | –      |
| 8                                                      |         | Fadil Hoxha (1916–2001)         | 15 de maio de 1978  | 15 de maio de 1979    | 1 ano          | SKJ     | PSA Kosovo           | [ 5 ]  |
| 9                                                      |         | Lazar Koliševski (1914–2000)    | 15 de maio de 1979  | 4 de maio de 1980     | 355 dias       | SKJ     | Macedônia            | –      |
| 10                                                     |         | Cvijetin Mijatović (1913–1993)  | 4 de maio de 1980   | 15 de maio de 1980    | 11 dias        | SKJ     | Bósnia e Herzegovina | [ 6 ]  |
| 11                                                     |         | Sergej Kraigher (1914–2001)     | 15 de maio de 1980  | 15 de maio de 1981    | 1 ano          | SKJ     | Eslovênia            | [ 7 ]  |
| (4)                                                    |         | Petar Stambolić (1912–2007)     | 15 de maio de 1981  | 15 de maio de 1982    | 1 ano          | SKJ     | Sérvia               | [ 7 ]  |
| (5)                                                    |         | Vladimir Bakarić (1912–1983)    | 15 de maio de 1982  | 16 de janeiro de 1983 | 236 dias       | SKJ     | Croácia              | [ 8 ]  |
| 12                                                     |         | Mika Špiljak (1916–2007)        | Janeiro de 1983     | 15 de maio de 1983    | 4 meses        | SKJ     | Croácia              | [ 9 ]  |
| (6)                                                    |         | Vidoje Žarković (1927–2000)     | 15 de maio de 1983  | 15 de maio de 1984    | 1 ano          | SKJ     | Montenegro           | –      |
| 13                                                     |         | Radovan Vlajković (1922–2001)   | 15 de maio de 1984  | 15 de maio de 1985    | 1 ano          | SKJ     | PSA Voivodina        | –      |
| 14                                                     |         | Sinan Hasani (1922–2010)        | 15 de maio de 1985  | 15 de maio de 1986    | 1 ano          | SKJ     | PSA Kosovo           | –      |
| 15                                                     |         | Lazar Mojsov (1920–2011)        | 15 de maio de 1986  | 15 de maio de 1987    | 1 ano          | SKJ     | Macedônia            | [ 10 ] |
| 16                                                     |         | Hamdija Pozderac (1924–1988)    | 15 de maio de 1987  | Setembro de 1987      | 3 meses        | SKJ     | Bósnia e Herzegovina | –      |
| 17                                                     |         | Raif Dizdarević (1926–)         | Setembro de 1987    | 15 de maio de 1988    | 8 meses        | SKJ     | Bósnia e Herzegovina | –      |
| 18                                                     |         | Stane Dolanc (1925–1999)        | 15 de maio de 1988  | 15 de maio de 1989    | 1 ano          | SKJ     | Eslovênia            | [ 11 ] |
| 19                                                     |         | Borisav Jović (1928–2021)       | 15 de maio de 1989  | 15 de maio de 1990    | 1 ano          | SKJ     | Sérvia               | –      |
| 20                                                     |         | Stipe Šuvar (1936–2004)         | 15 de maio de 1990  | Agosto de 1990        | 2 meses        | SKJ     | Croácia              | –      |
| 21                                                     |         | Stjepan Mesić (1934–)           | Agosto de 1990      | 15 de maio de 1991    | 9 meses        | HDZ     | Croácia              | –      |
| 22                                                     |         | Branko Kostić (1939–2020)       | 15 de maio de 1991  | Dezembro de 1991      | 6 meses        | DPS     | Montenegro           | –      |